# Cryptobranchus alleganiensis

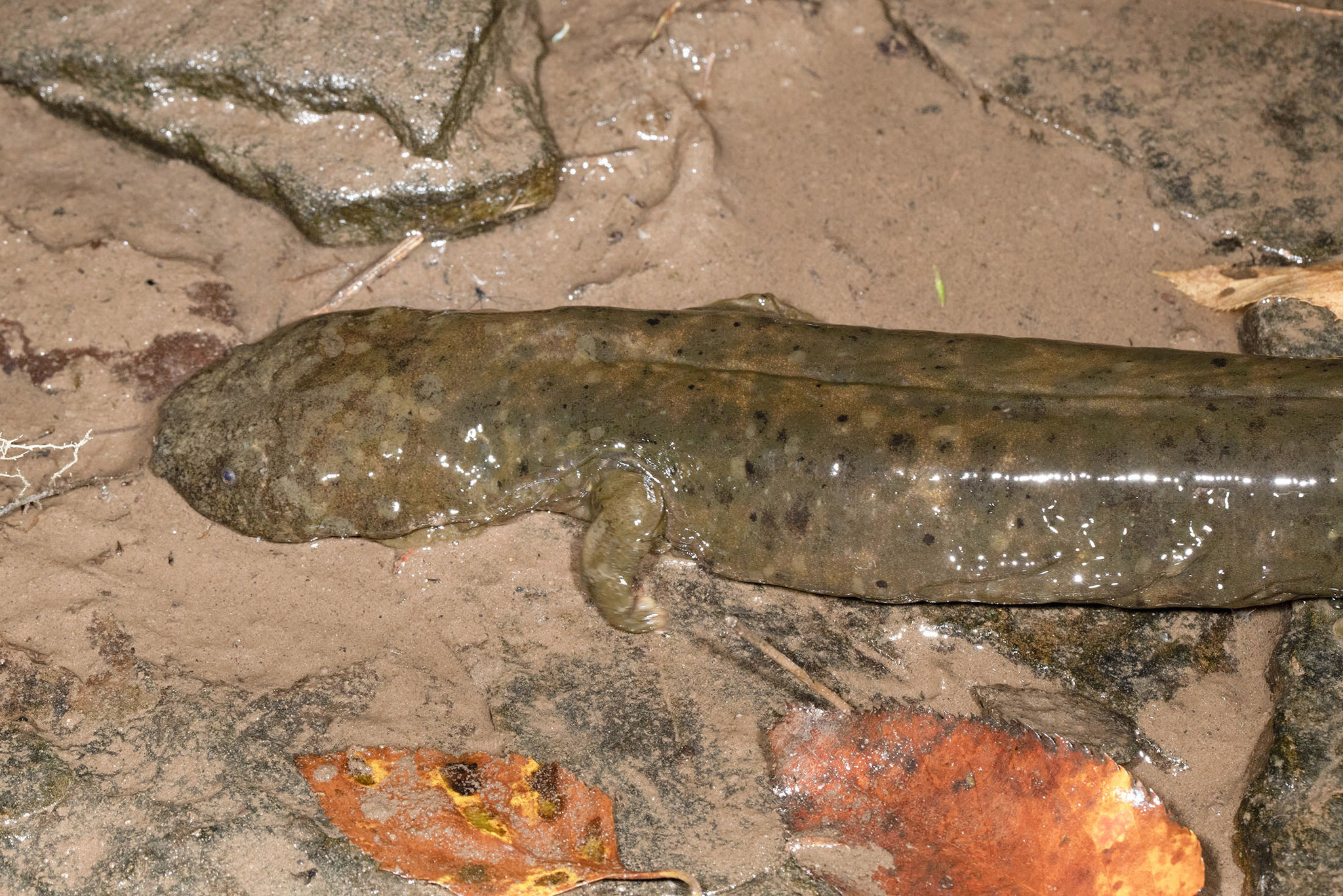
Cryptobranchus alleganiensis

Cryptobranchus alleganiensis é uma salamandra gigante, nativa da América do Norte, que habita riachos de corrente rápida com fundos rochosos.

## Distribuição
A distribuição de C. a. alleganiensis na América do Norte estende-se desde o sudoeste de Nova Iorque, indo para oeste no sul de Illinois, e para sul até ao nordeste do Mississippi e o norte do Alabama e Geórgia. Uma população disjunta ocorre no centro-este do Missouri. A subespécie C. a. bishopi existe isolada no sudeste do Missouri e no nordeste do Arkansas.
Esta espécie foi classificada como uma espécie ameaçada em Illinois, Indiana, Maryland, Missouri e Ohio, e como "rara" ou "preocupante" na Geórgia, Kentucky, Nova Iorque, Carolina do Norte e Virginia. Este declínio das populações é causado por redução do habitat causado por retenção de água por barragens, poluição e siltação do solo.

## Anatomia e fisiologia
Estes animais não têm dimorfismo sexual, tendo os adultos um comprimento de 24 a 40 cm medidos desde o focinho até à cloaca, com um comprimento total de 30 a 74 cm (contando com a cauda), fazendo com que seja a 3ª maior espécie de salamandra aquática do mundo (a seguir à Salamandra-gigante-chinesa e à Salamandra-gigante-japonesa) e a maior da América. Um adulto pesa 1,5 a 2,5 kg. Chegam à maturidade sexual com cerca de cinco anos de idade, e podem viver trinta anos em cativeiro. Possuem mandíbulas poderosas que podem infligir uma mordidela poderosa.
Possuem corpo e cabeça achatada, com olhos dorsais brilhantes e pele viscosa. Como todas as salamandras, têm pernas curtas com quatro dedos nas patas anteriores e cinco nas posteriores, e a cauda é em forma de quilha para propulsioná-los pela água. Apesar de terem pulmões funcionais, apenas indivíduos imaturos possuem guelras; os animais desta espécie absorbem oxigénio da água através de capilares debaixo da pele. A sua cor é castanha ou vermelho acastanhado, com barriga mais pálida.
São completamente aquáticos, e apesar de activos em dias cobertos, são primariamente nocturnos.

## Habitat
As Cryptobranchus alleganiensis habitam correntes de água rochosas, rápidas e largas abaixo dos 750 metros de altura. Podem ser encontrados debaixo de rochas grandes em rápidos baixios. Elas são menos abundantes em áreas mais fundas de um riacho, ou em áreas que não tenham rochas chatas empilhadas que lhes ofereçam cobertura.
Durante o dia, ficam debaixo de rochas ou troncos caídos, pondo a cabeça de fora ocasionalmente. Podem sair durante a época de acasalamento ou em dias encobertos para se moverem pelo riacho. A maioria fica dentro de uma área de umas poucas centenas de metros quadrados, embora já tenham sido observadas viagens de 3500 metros. Defendem as rochas onde vivem de outros indivíduos da espécie, e raramente partilham casas.

## Dieta
Lagostins e pequenos peixes são o tipo de comida principais consumidos pelos Cryptobranchus alleganiensis. A sua dieta muda pouco durante o ano. Também comem moluscos, minhocas e insectos. Já foram encontrados espécimes contendo lampreia, girinos, répteis aquáticos e mesmo um contendo um sapo e um outro com um pequeno mamífero. Adultos comem a sua própria pele depois da muda, os seus próprios ovos, ovos de outros, e mesmo larvas da sua própria espécie, junto com outros adultos mais pequenos.

## Predadores
Indivíduos juvenis são predados por peixes maiores, tartarugas, e cobras de água. Os povos indígenas usavam-nos como fonte de alimento no passado. Por vezes são apanhados por pescadores inadvertidamente com anzóis. Animais mais pequenos são por vezes predados por animais maiores.

## História evolutiva
Pouco se sabe sobre esta salamandra. Sabe-se apenas que apareceram no Japão, partes da China e na leste da América do Norte. Há poucos fósseis do género Cryptobranchus, não sendo possível retraçar a sua história. Actualmente há apenas duas subespécies na América do Norte; Cryptobranchus alleganiensis alleganiensis e Cryptobranchus alleganiensis bishopi.

## Reprodução
A época de reprodução começa nos fins de Agosto ou princípios até meados de Setembro e pode durar até ao fim de Novembro, dependendo da região. Durante este tempo, a cloaca dos machos incha. Ao contrário da maioria das salamandras, esta espécie realiza fertilização externa.
Antes de acasalar, cada macho escava um local para depositar os ovos, uma depressão em forma de pires debaixo de uma rocha ou tronco com a entrada virada para longe da corrente directa, normalmente apontado para jusante. O macho permanece no local à espera de uma fêmea. Quando se aproxima uma fêmea, o macho guia-a até à sua toca e impede-a de sair até ter posto os ovos.
Cryptobranchus alleganiensis fêmea põem 150 a 200 ovos durante um período de 2 a 3 dias; os ovos têm 18–20 mm de diâmetro, ligados por cordões de 5–10 mm. Enquanto a fêmea põe os ovos, o macho coloca-se ao lado ou ligeiramente acima deles, pulverizando-os com sémen enquanto balança a cauda e mexendo as patas traseiras, o que dispersa o esperma uniformemente. Devido a canibalismo, o número de ovos num ninho desta espécie é bastante mais baixo do que seria previsto pela contagem nos ovários.
Depois da deposição dos ovos, os machos conduzem a fêmea para longe do ninho e guardam os ovos. Os machos enquanto chocam os ovos, balançam para a frente e para trás e ondulam as suas dobras de pele laterais, o que faz circular a água, aumentando o fornecimento de oxigénio tanto para os ovos como para o adulto. A incubação dura 45-75 dias, dependendo da região. Não é por isso surpreendente que o macho ou outros indivíduos da espécie comam os ovos antes de eles eclodirem.
Um recém-nascido têm 25–33 mm de comprimento, têm um saco vitelino como fonte de energia para os primeiros meses de vida e não têm membros funcionais.

## Mitologia
Esta espécie é por vezes chamada de "devil dog" (cão diabo) e "Allegheny alligator" (jacaré de Allegheny) porque esta salamandra gigante e feia era muitas vezes encontrada por pescadores surpreendidos, debaixo de rochas ou no fim de uma linha com anzol. Lendas populares afirmam que os Cryptobranchus espalham um muco nas linhas de pesca, afugentam os peixes e tem uma mordedura venenosa, mas, de facto, à parte a mordidela (não venenosa) e uma toxina leve (não se deve tocar nos olhos depois de mexer no animal) na sua pele, estes animais são inofensivos. Se esta espécie existir num riacho, demonstra que é de excelente qualidade.

## Na cultura
Um grupo de estudantes da Universidade Estatal do Arkansas tentou convencer a escola a mudar a mascote para o Hellbender após a Universidade ter decidido que era necessário mudar de mascote devido à pressão do NCAA.